# Gustaf Blomquist
Gustaf Blomquist, född 7 juni 1860 i Åkers socken, Södermanlands län, död 10 september 1929 i Uppsala, var en svensk tidningsman.
Blomquist var 1881–1885 anställd i Örebro Tidning, var Londonkorrespondent för Nya dagligt allehanda 1886–1889, och för Stockholms dagblad 1890–1900. År 1900 överflyttade han till Berlin, där han 1902–1916 var Aftonbladets korrespondent. Åren 1909–1925 var Blomquist utrikesdepartementets pressombud. Blomquist, som var en av grundarna av Riksföreningen för svenskhetens bevarande i utlandet, ägande under sin Berlintid stort intresse åt sina landsmäns angelägenheter. Blomquist utgav bland annat Levnadslyckans lexikon (1928). Han är begravd på Uppsala gamla kyrkogård.